# Grand Prix d'été de saut à ski 2018
Navigation
Édition précédente Édition suivante
L'édition 2018 du Grand Prix d'été de saut à ski se déroule du 21 juillet au 3 octobre 2018.

## Grand Prix masculin

### Calendrier et podiums
| Date              | Lieu         | Épreuve           | Vainqueur                                                      | Deuxième                                                                  | Troisième                                                                                 |
| ----------------- | ------------ | ----------------- | -------------------------------------------------------------- | ------------------------------------------------------------------------- | ----------------------------------------------------------------------------------------- |
| 21 juillet 2018   | Wisła        | Par équipe HS 134 | Pologne- Maciej Kot - Dawid Kubacki - Kamil Stoch - Piotr Zyla | Allemagne- Karl Geiger - Stephan Leyhe - Andreas Wellinger - Andreas Wank | Norvège- Halvor Egner Granerud - Marius Lindvik - Johann André Forfang - Robert Johansson |
| 22 juillet 2018   | Wisła        | HS 134            | Kamil Stoch                                                    | Piotr Żyła                                                                | Halvor Egner Granerud                                                                     |
| 28 juillet 2018   | Hinterzarten | HS 108            | Kamil Stoch                                                    | Karl Geiger                                                               | Killian Peier                                                                             |
| 4 août 2018       | Einsiedeln   | HS 117            | Kamil Stoch Piotr Żyła                                         |                                                                           | Evgeniy Klimov                                                                            |
| 11 août 2018      | Courchevel   | HS 132            | Evgeniy Klimov                                                 | Daniel Huber                                                              | Roman Koudelka                                                                            |
| 24 août 2018      | Hakuba       | HS 131            | Ryōyū Kobayashi                                                | Evgeniy Klimov                                                            | Daiki Itō                                                                                 |
| 25 août 2018      | Hakuba       | HS 131            | Ryōyū Kobayashi                                                | Evgeniy Klimov                                                            | Daniel Huber                                                                              |
| 9 septembre 2018  | Snezhinka    | HS 140            | Annulé                                                         | Annulé                                                                    | Annulé                                                                                    |
| 22 septembre 2018 | Râșnov       | HS 97             | Karl Geiger                                                    | Piotr Żyła                                                                | Evgeniy Klimov                                                                            |
| 23 septembre 2018 | Râșnov       | HS 97             | Karl Geiger                                                    | Evgeniy Klimov                                                            | Dawid Kubacki                                                                             |
| 30 septembre 2018 | Hinzenbach   | HS 94             | Daniel Huber                                                   | Killian Peier                                                             | Karl Geiger                                                                               |
| 3 octobre 2018    | Klingenthal  | HS 140            | Annulé                                                         | Annulé                                                                    | Annulé                                                                                    |

### Classement
Classement final  :
| Rang | Nom            | Points |
| ---- | -------------- | ------ |
| 1    | Evgeniy Klimov | 555    |
| 2    | Karl Geiger    | 416    |
| 3    | Piotr Żyła     | 382    |
| 4    | Kamil Stoch    | 376    |
| 5    | Daniel Huber   | 305    |

## Grand Prix féminin

### Calendrier et podiums
| Date             | Lieu                   | Épreuve | Vainqueur      | Deuxième     | Troisième         |
| ---------------- | ---------------------- | ------- | -------------- | ------------ | ----------------- |
| 28 juillet 2018  | Hinterzarten           | HS 108  | Sara Takanashi | Yūki Itō     | Ramona Straub     |
| 10 août 2018     | Courchevel             | HS 96   | Sara Takanashi | Ema Klinec   | Yūki Itō          |
| 17 août 2018     | Frenštát pod Radhoštěm | HS 106  | Sara Takanashi | Maren Lundby | Katharina Althaus |
| 18 août 2018     | Frenštát pod Radhoštěm | HS 106  | Sara Takanashi | Yūki Itō     | Maren Lundby      |
| 9 septembre 2018 | Snezhinka              | HS 106  | Ema Klinec     | Maren Lundby | Sara Takanashi    |
| 3 octobre 2018   | Klingenthal            | HS 140  | Annulé         | Annulé       | Annulé            |

### Classement
Classement final  :
| Rang | Nom              | Points |
| ---- | ---------------- | ------ |
| 1    | Sara Takanashi   | 460    |
| 2    | Ema Klinec       | 265    |
| 3    | Maren Lundby     | 260    |
| 4    | Yūki Itō         | 252    |
| 5    | Juliane Seyfarth | 203    |

## Mixte
| Date             | Lieu      | Épreuve | Vainqueurs                                                                  | Deuxièmes                                                            | Troisièmes                                                                       |
| ---------------- | --------- | ------- | --------------------------------------------------------------------------- | -------------------------------------------------------------------- | -------------------------------------------------------------------------------- |
| 8 septembre 2018 | Snezhinka | HS 140  | Japon - Nozomi Maruyama - Yukiya Satō - Sara Takanashi - Junshirō Kobayashi | Slovénie - Jerneja Brecl - Jurij Tepeš - Ema Klinec - Robert Kranjec | Norvège - Anna Odine Strøm - Robin Pedersen - Maren Lundby - Fredrik Bjerkeengen |